# Periscyphis buettikeri
Periscyphis buettikeri är en kräftdjursart som beskrevs av Franco Ferrara och Stefano Taiti1985. Periscyphis buettikeri ingår i släktet Periscyphis och familjen Eubelidae. Inga underarter finns listade i Catalogue of Life.